# Stéphane Sarrazin
Stéphane Sarrazin, född 2 november 1974 i Barjac, är en fransk racerförare. 

## Racingkarriär
Sarrazin körde ett formel 1-lopp då han ersatte den skadade Luca Badoer i Minardi i Brasiliens Grand Prix 1999. Ett lopp som han dock var tvungen att bryta.

## Rallykarriär
Sarrazin har också tävlat i rally för Subaru World Rally Team.
Han har kört på alla underlag, men körde mest de tävlingar som gick på asfalt, och blev fyra på Korsika i Rally-VM 2005.

## F1-karriär
| Säsong | Stall/Tillverkare | Poäng | Placering |
| ------ | ----------------- | ----- | --------- |
| 1999   | Minardi-Ford      | 0     | –         |